# Drosophila fusus
Drosophila fusus är en tvåvingeart som beskrevs av Toyohi Okada 1988. Drosophila fusus ingår i släktet Drosophila och familjen daggflugor.
Artens utbredningsområde är Sri Lanka.